# Carapa (genre)
Pour les articles homonymes, voir Carapa.
Genre
Classification phylogénétique
Carapa est un genre d'arbres de la famille des Meliaceae dont les espèces sont présentes dans les régions tropicales d' Afrique et d'Amérique du Sud.

## Description
Carapa est un genre  de plantes dicotylédones de la famille des Méliacées, présentant quatre ovules et des très grandes graines, à téguments énormes, et des cotylédons gros et épais.

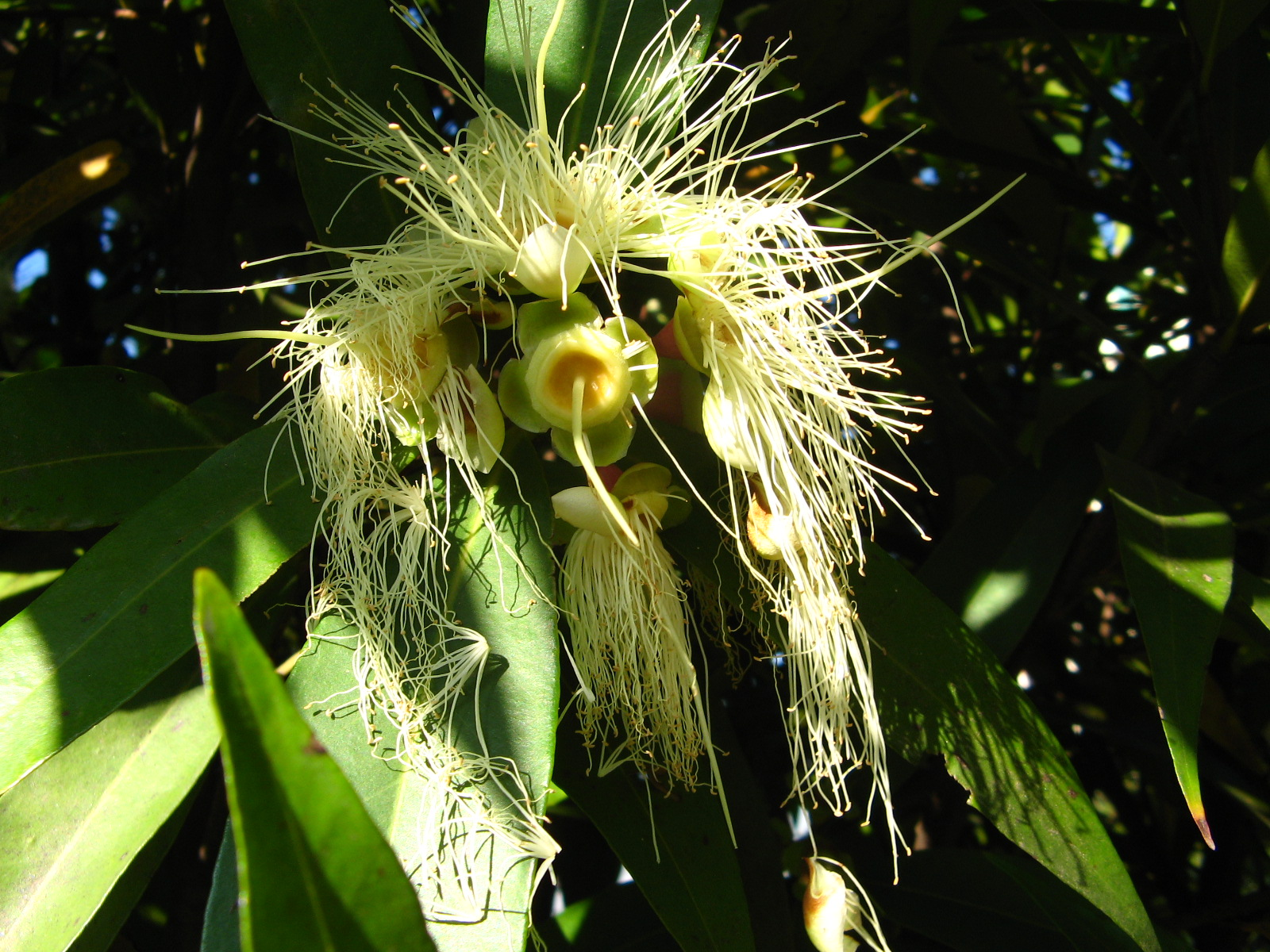
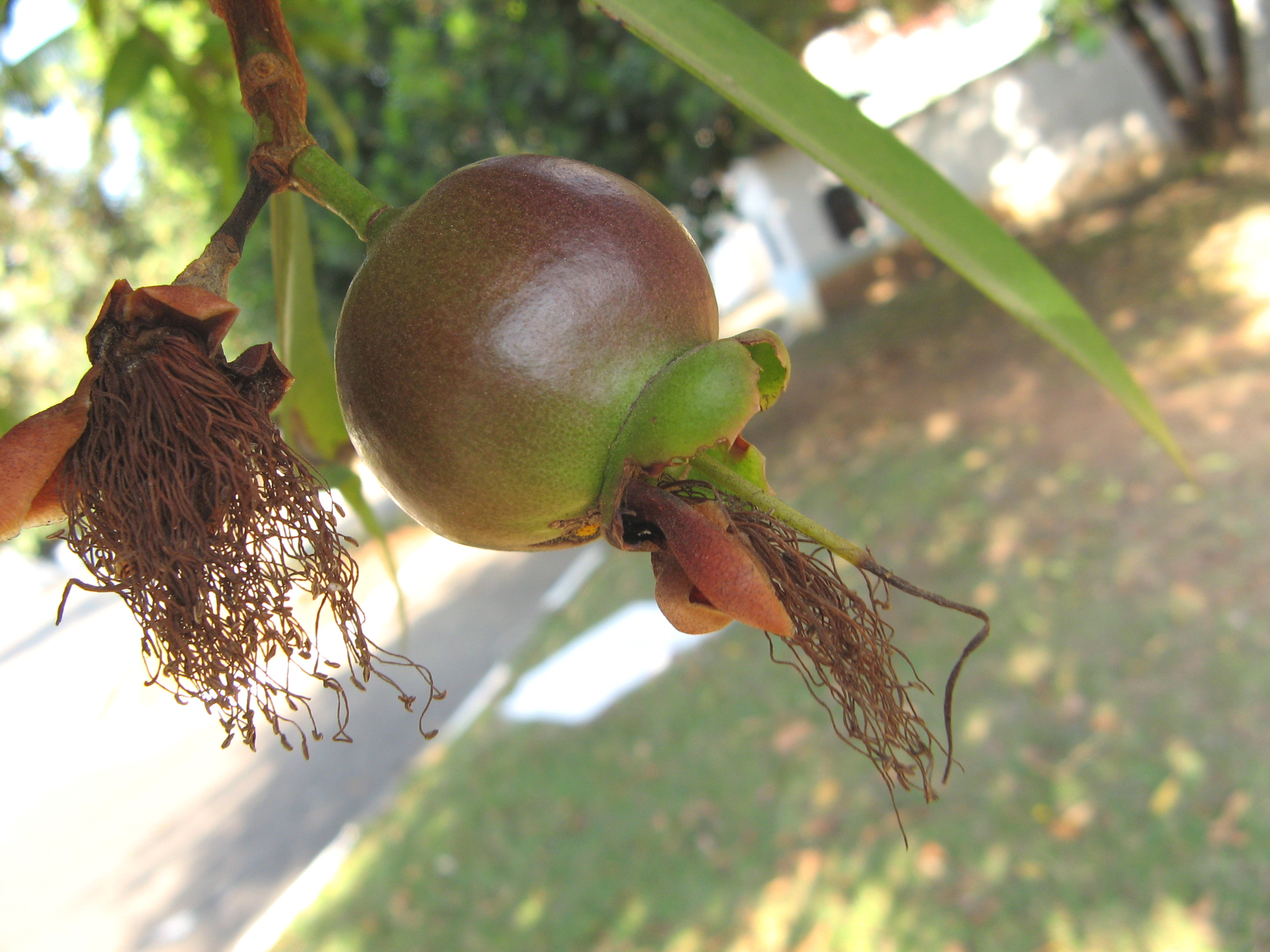
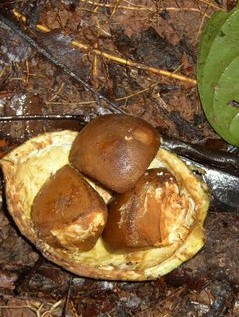

### Propriétés médicinales
Carapa guianensis Aubl.(syn. Personia guerecides Wild. ou Xylocarpus carapa Spreng.), appelé quelquefois écorce d'Andiroba (dialecte Garipon), jouissait d'une grande réputation comme fébrifuge et pourrait être employée comme tonique, stomachoique et astringent.
C. touloucouna Guill. et Perr. qui se trouve en Afrique tropicale occidentale est voisin du C. guianensis ; on obtient de ses graines l'huile dite Touloucouna ou de Kuandah, absolument semblable à l'huile de Carapa, de la Guyane et qui jouit des mêmes propriétés. Les huiles et les graines de ces deux arbres étaient importées en grande quantité en Europe pour la fabrication des savons.

### Bois

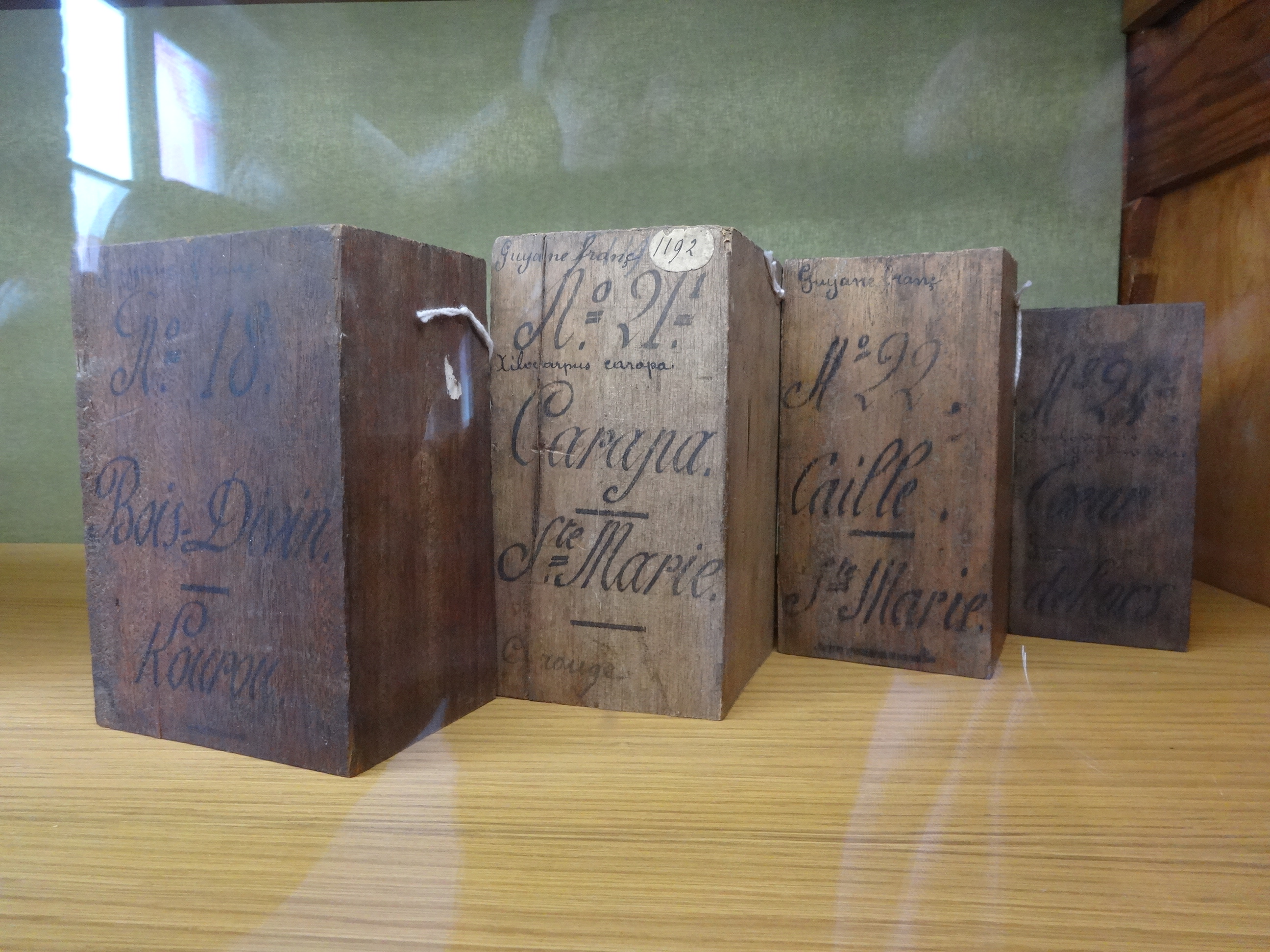
Échantillon de bois de Carapa.

Du bois du carapa on fait des meubles, de la mâture et des bordages.
Le bois du C. procera D.C. (syn. Trichila procera) est très recherché à cause de sa beauté.
Les écorces de C. moluccensis Lamk. (Xylocarpus obovatum Juss.) des Indes orientales, sont trop amères[pourquoi ?].

### Carapine
La carapine  ou Touloucounine est le principe résinoïde incristallisable, issu de l'écorce du Carapa de la Guyane : insoluble dans l'eau et dans l'essence de térébenthine, soluble dans l'alcool et le chloroforme, neutre aux réactifs colorés.

### Huile
On extrait des graines une huile jaunâtre tantôt liquide, tantôt solide, selon les quantités variables d'oléine et de stéarine qu'elle contient, d'une odeur faible, mais d'une amertume insupportable. Les indigènes l'emploient pour s'oindre toutes les parties du corps et se préserver ainsi des chiques ou puces pénétrantes. Cette huile serait astringente et réussit très bien dans le traitement des rhumatismes ainsi que dans la guérison de la plupart des maladies de peau.
L'huile de carapa ou huile de crab est une sorte de beurre onctueux, très amer et odorant, qui servait dans l'éclairage et les arts et à faire des savons.

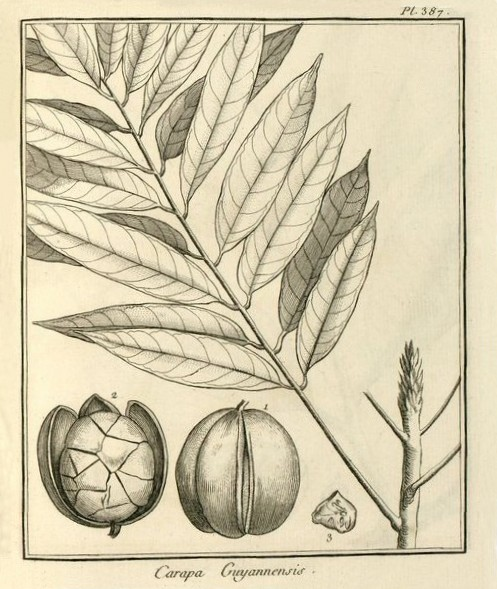
Aublet, Histoire des Plantes de la Guyane folio 187 Tome IV

« Les Galibis font bouillir les amandes dans l'eau ; ils les retirent et les mettent par morceaux pendant quelques jours. Ensuite ils les dépouillent de leur peau, les écrasent sur des pierres, comme on fait à l'égard du cacao, ou bien ils les pilent dans un mortier de bois, et en font une pâte qu'ils étendent sur les faces d'une dalle creusée en gouttière, un peu inclinée  et exposée à l'ardeur du soleil. La pâte en cet état, laisse suinter l'huile dont elle est imprégnée. Cette huile se ramollit dans le fond de la gouttière, se rendre dans une calebasse qui est placée à son extrémité pour la recevoir. Les Naturels de la Guyane la mêlent avec du racou et en enduisent leurs cheveux et toutes les parties de leur corps, ce qui leur donne une couleur de feu ».

### Espèces
En Afrique, 16 espèces de Carapa sont recensées :
- Carapa angustifolia
- Carapa batesii
- Carapa dinklagei
- Carapa gogo
- Carapa grandiflora
- Carapa hygrophila
- Carapa littoralis
- Carapa macrantha
- Carapa mangarevensis
- Carapa microcarpa
- Carapa oreophila
- Carapa palustris
- Carapa parviflora
- Carapa procera
- Carapa velutina
- Carapa zemagoana

En Amérique du Sud, 11 espèces de Carapa sont recensées. Parmi eux, il y a le noir[Lequel ?] qui pousse dans les montagnes, le blanc et le rouge[Lesquels ?] qui poussent dans les marécages.
- Carapa akuri
- Carapa alticola
- Carapa guianensis
- Carapa longipetala
- Carapa llanocarti
- Carapa nicaraguensis
- Carapa megistocarpa
- Carapa pariensis
- Carapa planadensis
- Carapa surinamensis
- Carapa vasquezii

Sur les 27 espèces de Carapa recensées, 13 qui ont été nommées au cours du XXIe siècle. 

### Sources
Anciennes :
- Eugène Caventou, Deuxième Mémoire sur les végétaux des familles méliacées et cédrelacées, Du Carapa Touloucouna (Senegalensis), Paris, E. Thunot, 1859, 42 p.
- Dictionnaire usuel des sciences médicales par les Drs A. Dechambre, Mathias Duval, Paris, G. Masson, 1885.
- Jean-Baptiste-Christian Aublet, Histoire des plantes de la Guiane françoise, Pierre-François Didot jeune, 1775 (lire en ligne).

Récentes :
- David Kenfack  (2008)  a révolutionné la taxinomie du genre Carapa avec une classification nouvelle associant anciennes et nouvelles espèces : Voir le site www.carapa.org
- ecofog